# نقشه وبگاه

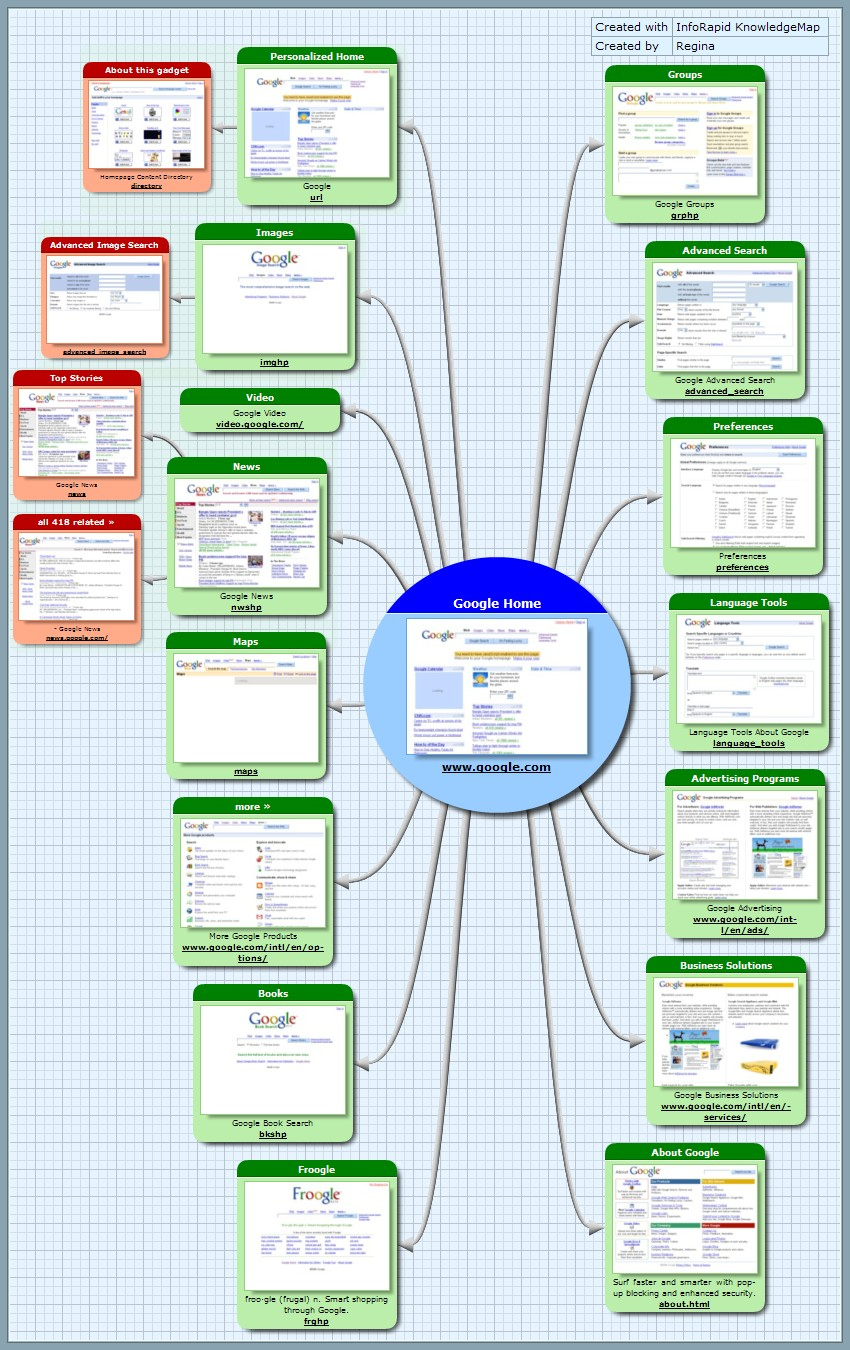
نقشهٔ وب گاه گوگل

نقشهٔ وب‌گاه (به انگلیسی: site map) فهرستی از صفحه‌های اصلی یک وب‌گاه است که ارتباط بین این صفحه‌ها را نیز نمایش می‌دهد. نقشهٔ سایت به دو منظور تهیه می‌شود:
۱- برای مشاهده کاربران سایت و تسهیل ناوبری در وب‌گاه

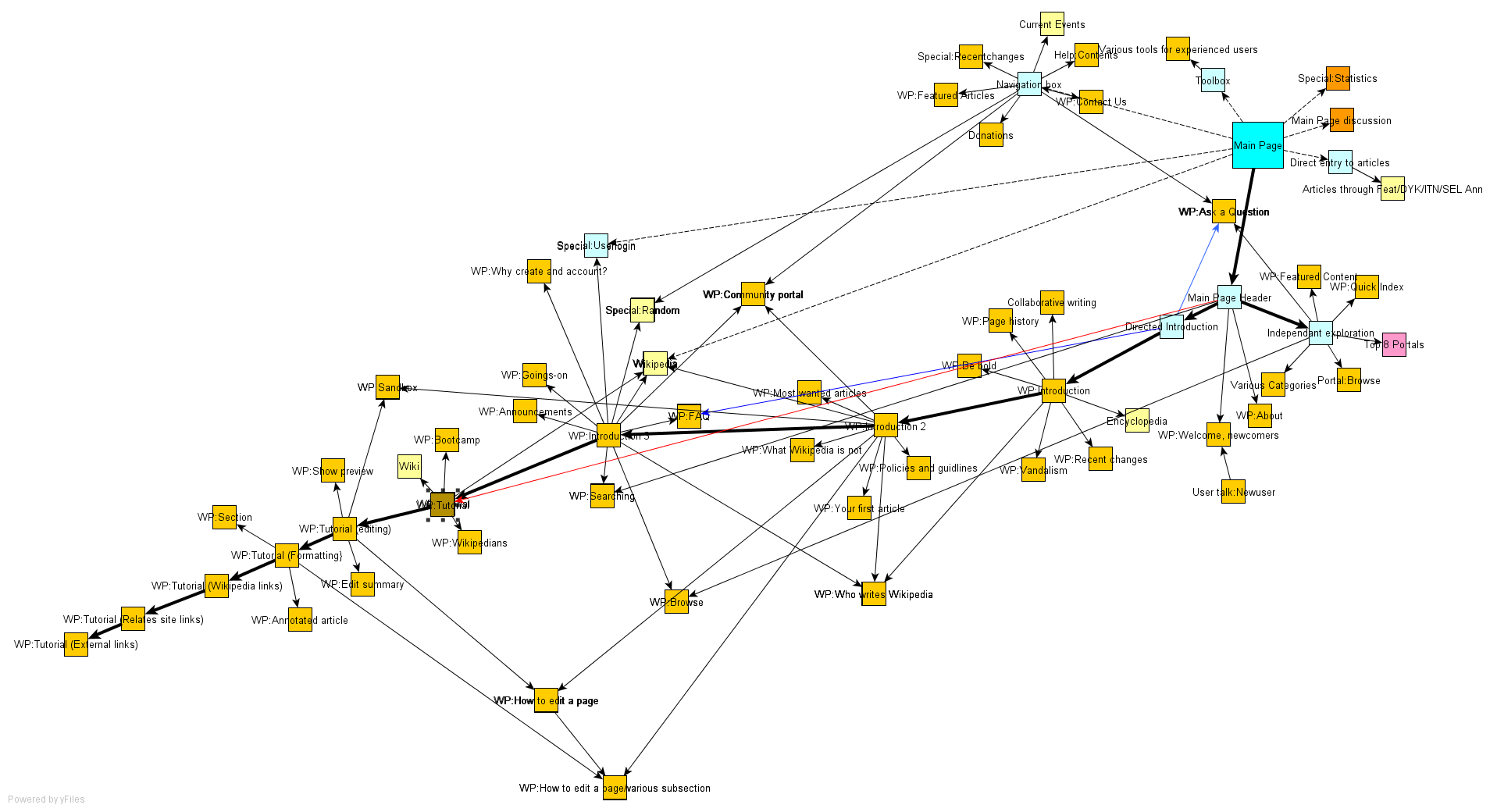
یک نقشه وب‌گاه درست شده از صفحه‌های ویکی‌پدیای انگلیسی

۲- برای استفادهٔ موتورهای جستجو.

## نقشه وب‌گاه برای مشاهده کاربران سایت
نقشه وب‌گاه برای مشاهده کاربران سایت، یک صفحه ساده از سایت است که ساختار وب‌سایت شما را نشان می‌دهد و معمولاً متشکل از یک لیست سلسله مراتبی از صفحات سایت شما است. این صفحه برای این استفاده می‌شود که اگر بازدید‌کنندگان در پیدا کردن صفحات مورد نظر خود دچار مشکل شوند، به این صفحه از سایت مراجعه کنند و آن را بهتر و آسان‌تر پیدا کنند.

## نقشه وب‌گاه برای موتورهای جستجو و تاثیر بر سئو سایت
نقشه وب‌گاه برای موتورهای جستجو، فایل XML از سایت است که ساختار وب‌سایت شما را نشان می‌دهد که باعث آسان‌تر شدن کشف صفحات موجود در سایت شما توسط ربات‌های موتورهای جستجوگر می‌شود.
سایت‌ها بر اساس ساختار خود ایستا یا پویا می‌توانند یک نقشه سایت داشته باشند. امروزه تقریباً بیشتر سایت‌ها به صورت پویا (داینامیک) ایجاد می‌شوند که از سیستم مدیریت محتوا برای ساخت یک وب‌سایت پویا استفاده می‌شود. ساخت نقشه سایت در سایت‌های پویا بسیار آسان است. برای مثال سیستم مدیرت محتوای وردپرس انواع افزونه برای رشد وب‌سایت دارد که افزونه نقشه سایت گوگل یکی از آن‌هاست. تنها کافی است افزونه را نصب کنید تا نقشه XML سایت شما ساخته شده و همه نوشته‌های سایت شما را به صورت خودکار در نقشه سایت اضافه کند.
اما چنانچه سایت شما به صورت ایستا می‌باشد، باید یک نقشه سایت به صورت دستی بسازید. برای این کار کافی است یک فایل نوت پد در کامپیوتر خود باز کرده و آن را با نام و پسوند sitemap.xml ذخیره نمایید و براساس کُدهای دستوری مشخص لینک‌های سایت خود را در نقشه سایت وارد کرده و به نسبت ارزش هر صفحه به آن رتبه دهید که عددی بین 0.01 تا 1.00 می‌باشد . صفحه اول وب‌سایت، صفحه فروشگاه، صفحه دربارهٔ ما، صفحه تماس با ما از جمله صفحات مهم هر وب‌سایت می‌باشند. در سئو وجود نقشه سایت جزو موارد سئو تکنیکال محسوب می‌شود و وجود آن در سایت ضروری است. 

## توصیه به صاحبان سایت
نقشه سایت را با فرمت‌های HTML و XML در سایت خود قرار دهید: وجود یک صفحه نقشه سایت ساده با لینک‌هایی به تمام صفحات یا صفحات مهم (اگر شما صدها یا هزاران صفحه دارید) در سایت خود می‌تواند مفید باشد. 
ساخت یک نقشه سایت با فرمت XML، برای سایت خود به شما کمک می‌کند که اطمینان بیشتری به دست آورید که موتور جستجوگر صفحات سایت شما را کشف کرده‌است.

## هشدار به صاحبان سایت
نباید در نقشه وب‌گاه خود از پیوندهای تاریخ‌های انقضا شده یا شکسته استفاده کنید چون باعث کاهش رتبه سئو سایت می‌شود.